# باترفلای مک‌کوئین
باترفلای مک‌کوئین (انگلیسی: Butterfly McQueen؛ ۷ ژانویهٔ ۱۹۱۱ – ۲۲ دسامبر ۱۹۹۵) یک هنرپیشه اهل ایالات متحده آمریکا بود.

## بخشی از فیلمشناسی
- زنان (۱۹۳۹)
- بر باد رفته (۱۹۳۹)
- میلدرد پیرس (۱۹۴۵)
- دوئل زیر آفتاب (۱۹۴۶)
- ساحل پشه (۱۹۸۶)